# Yukon Quest
La Yukon Quest, formalmente Yukon Quest 1,000-mile International Sled Dog Race (en inglés: Carrera de trineos de perros internacional de 1000 millas Gesta de Yukón), es una carrera de trineos de perros anual que tiene lugar cada febrero desde 1984 entre Fairbanks (Alaska, Estados Unidos) y Whitehorse (Yukón, Canadá), cambiando de dirección cada año.
La carrera es abordada por equipos de mushers con entre 6 y 14 perros para un trayecto que les puede llevar de entre 10 y 20 días alrededor de un trazado de 1000 millas (1609,3 km) inspirado en la antigua ruta de la fiebre del oro de Klondike.
La carrera, considerada una de las más duras del mundo, se ha celebrado anualmente desde 1984, teniendo todos los años a varios equipos de mushers que no han finalizado la misma. En 2005, en la vigésima segunda edición de la carrera, ésta fue ganada por primera vez por un novato, el alaskeño Lance Mackey, que en 2007 se convertiría en la primera persona en ganar en el mismo año la Yukon Quest y la Iditarod.
Actutalmente la carrera cuenta con dos versiones menores: Junior Yukon Quest, para mushers esntre 14 y 18 años y Yukon Quest 300, un trazado parcial de la Yukon Quest usado por mushers amateurs y semiprofesionales como preparación para carreras más largas como la propia Yukon Quest, la Iditarod o la Montana Race to the Sky.